# 楽韶鳳
楽 韶鳳（がく しょうほう、生没年不詳）は、元末明初の儒学者。字は舜儀。本貫は滁州全椒県。

## 生涯
博学で文章を作ることができた。朱元璋に和陽で面会し、その下で長江を渡り、参軍事をつとめた。洪武3年（1370年）、起居注に任じられ、諸官を歴任した。洪武6年（1373年）、兵部尚書に任じられ、中書省・御史台・都督府とともに軍士を教練する法を定めた。侍講学士に転じ、洪武帝（朱元璋）の命を受けて詹同とともに釈奠の先師の楽章を正し、「大明日暦」を編集した。洪武7年（1374年）、洪武帝の車駕が祭礼から帰るときに用いられる楽舞について、韶鳳らが作詞を命じられた。「神降祥」・「神貺恵」・「酣酒」・「色荒」・「禽荒」の諸曲を作詞し、あわせて39章を「回鑾楽歌」といった。
洪武8年（1375年）、洪武帝は宮中で使用される音韻に江南出身者の訛りが入っていたことから、韶鳳は廷臣たちとともに中原雅音を参考にして音韻を正すよう命じられた。その書が完成すると、『洪武正韻』と名づけられた。さらに孝陵の陵寝での朔望祭祀や登壇飲酒の諸礼を議論するよう命じられ、韶鳳は故実に詳しかったことから、いずれもその意見が採用された。まもなく病のため免官された。ほどなく祭酒として再び起用された。皇太子や諸王とのあいだの往復書簡の儀礼を定めるよう命じられ、韶鳳の考証は精密詳細であったことから、洪武帝はたびたびこれを褒めた。洪武13年（1380年）、韶鳳は致仕して帰郷した。後に長寿で死去した。
弟の楽暉・楽礼・楽毅もまた名を知られた。